# نظام ترقيم الطوابع
نظام ترقيم الطوابع، لطالما كانت الطريقة التقليدية التي يتبعها هواة جمع الطوابع لتحديد طوابع البريد بشكل فريد هي ترقيم طوابع كل دولة على التوالي؛ فالطابع الأزرق ذو الأربع سكيلينغ الصادر عام 1855 هو الطابع النرويجي الأول، وهكذا. إلا أن نظام الترقيم البسيط هذا يواجه صعوبات فورية، وقد حُلّت هذهِ الصعوبات بطرق مختلفة في فهارس الطوابع المختلفة.

## الصعوبات
كانت الصعوبات التي واجهت الهواة هي كما يلي:
- ما هو "البلد"؟
- ما هو طابع البريد؟
- ما هو نوع طابع البريد المميز؟
- ماذا لو صدرت عدة طوابع في نفس اليوم؟
- ماذا لو كان تاريخ الإصدار غير معروف؟
- ماذا لو ظهرت طوابع من سلسلة واحدة واحدة تلو الأخرى، متخللتها طوابع تذكارية؟
- هل يجب تجميع الطوابع ذات الأغراض الخاصة معًا؟

مع أن تعريف "الدولة" قد يبدو بديهيًا، إلا أن هناك حالات احتلال لدولة من قبل دولة أخرى، وطوابع تصدرها مناطق تمرد، وطوابع إعادة توحيد، ومناطق أصدرت طوابعها الخاصة لسبب أو لآخر. ألمانيا مثال شائع على ذلك: حيث توحدت من كيانات أصغر، ثم قُسِّمت إلى مناطق احتلال متعددة في نهاية الحرب العالمية الثانية، ثم قُسِّمت إلى ألمانيا الغربية وألمانيا الشرقية، ثم أُعيد توحيدها. عادةً ما تُعامل الفهارس دولة ألمانيا الغربية كجزء من تسلسل واحد تحت اسم "ألمانيا" مع إعطاء طوابع ألمانيا الشرقية أرقامها الخاصة.
قد يُشكِّل تعريف "طابع البريد" إشكاليةً أيضًا للفهارس. على سبيل المثال، أصدرت بعض الدول ملصقات لاصقة تُصوِّر الطوابع على أنها طوابع بريدية، ولكن طُبع عليها "الإلغاء" مباشرةً وشُحنت إلى التجار، دون بيعها للجمهور لاستخدامها على الرسائل. لطالما كانت معالجة هذهِ الطوابع مسألةً مُحيِّرة، وتختلف الفهارس اختلافًا كبيرًا حول إدراجها. من القضايا ذات الصلة عددٌ قليلٌ من الطوابع النادرة للغاية، والتي قد تكون مزورةً قديمةً أو لا؛ ويُعدّ تحديد أو إزالة رقمٍ ما خطوةً أساسيةً في الإجماع على صحتها.
عادةً ما يُحدد هواة جمع الطوابع أنواعًا أكثر من الطوابع التي تُحددها الحكومات المُصدرة لها. وغالبًا ما تحدث تغييراتٌ في التثقيب والعلامة المائية دون إشعارٍ رسمي، وكذلك أخطاء الطباعة. وفي حالاتٍ قليلة، حتى تاريخ الإصدار الأول للطابع لا يوجد له سجلٌّ باقي.
كان إصدار أنواع متعددة من الطوابع في يوم واحد ممارسة قديمة، ولكن عادةً ما كانت هذهِ الطوابع من فئات مختلفة، ويمكن ترقيمها تصاعديًا حسب القيمة. في الآونة الأخيرة، أصبح من الشائع إصدار مجموعة من الطوابع ذات التصاميم المتشابهة والفئة نفسها في اليوم نفسه.
وأخيرًا، من الشائع إصدار طابع واحد أو عدة طوابع من سلسلة طوابع محددة في كل مرة، مع تغير أسعار البريد. منطقيًا، تُعتبر هذهِ الطوابع جزءًا من مجموعة واحدة، ذات تصميم موحد وسلسلة من القيم، حتى لو انقضت عشر سنوات أو أكثر بين الإصدار الأول والأخير. ويمكن تطبيق المنطق نفسه على الطوابع ذات الأغراض الخاصة، مثل طوابع البريد الجوي أو طوابع البريد المستحقة.

## أنظمة ترقيم الفهرس
مع مرور الوقت، قد تصبح أرقام الطوابع اختصارًا لهواة الجمع والتجار. يستخدم دليل سكوت للطوابع، وفهرس ستانلي غيبونز، وفهرس إيفرت وتيلييه، ودليل ميشيل ترتيبات مختلفة لترقيم الأنواع العادية والخاصة، وتُولي أهمية مختلفة لاختلاف أنواع الورق، والتثقيب، والعلامات المائية، وغيرها.
نظرًا لأهمية الترقيم من الناحية التجارية، يُطالب ناشرو دليل سكوت بحقوق الطبع والنشر على أنظمة ترقيمهم، ولا يمنحون سوى تراخيص محدودة لاستخدامها من قِبل الآخرين. أدى عدم اتساق تطبيق دليل سكوت لهذهِ التراخيص إلى رفع دار نشر كراوس (ناشرو دليل مينكوس) دعوى قضائية بتهمة انتهاك حقوق الطبع والنشر. بعد أن قدّم كراوس دفاعه، سُوّيت الدعوى خارج المحكمة، واستمر كراوس في استخدام أرقام سكوت. يُعتقد أن سكوت لم يُفلح. لم تُكلّل محاولات هواة جمع الطوابع لإيجاد بديل بالنجاح حتى الآن.

## أنظمة الترقيم الرسمية
بشكل عام، لم تُحاول الحكومات ترقيم طوابعها الخاصة. تُعدّ جمهورية الصين الشعبية استثناءً ملحوظًا، إذ اعتمدت نظام ترقيم فريدًا من نوعهِ على معظم طوابعها منذ عام 1949.
في عام 2002، وفي إطار الجهود الرامية للسيطرة على الطوابع التي يُزعم أنها غير قانونية، اعتمد الاتحاد البريدي العالمي نظام ترقيم WADP (WNS) للإصدارات الجديدة الصادرة عن أعضاء الاتحاد.

## روابط خارجية
- Alphabet soup: Scott catalog prefixes and suffixes